# Pensol
 Pensol  (en occitano Pansòu) es una población y comuna francesa, situada en la región de Lemosín, departamento de Alto Vienne, en el distrito de Rochechouart y cantón de Saint-Mathieu.

## Demografía
| 312 | 260 | 237 | 225 | 220 | 177 | 184 |
| Para los censos de 1962 a 1999 la población legal corresponde a la población sin duplicidades (Fuente: INSEE [Consultar]) |     |     |     |     |     |     |